# Белорусская рада доверия
Белорусская рада доверия (бел. Беларуская рада даверу), или Белорусское доверенное бюро — совещательный орган из представителей белорусской общественности, созданный 27 июня 1943 года в Минске по инициативе генерального комиссара Белоруссии Вильгельма Кубе. Предшественница Белорусской центральной рады.
Первым председателем рады доверия был Вацлав Ивановский, его заместителем — Юрий Соболевский. Отдел культуры при раде возглавлял Евгений Калубович. В состав рады входило по одному представителю от округов, назначавшихся окружными комиссарами, а также шесть человек от центра. На протяжении 1943 года рада доверия собиралась дважды — 23 и 28 августа. Главным вопросом, обсуждавшимся в ходе её заседаний, был вопрос о формах и методах борьбы с партизанами. Члены рады предлагали оккупационным властям усилить агентурную разведку внутри партизанский формирований, создавать лжепартизанские отряды.
7 декабря 1943 года Вацлав Ивановский был убит агентом НКВД, и на непродолжительное время его сменил Радослав Островский. Тогда же, в декабре, Белорусская рада доверия была реорганизована в Белорусскую центральную раду (БЦР).